# Demetrio Comneno Ducas
Demetrio Ángelo Ducas (en griego: Δημήτριος Ἀγγελοδούκας; c. 1220-después de 1246), fue gobernante de Tesalónica con el título de déspota como vasallo del Imperio de Nicea desde 1244 hasta su deposición en 1246.

## Orígenes
Nacido hacia 1220, Demetrio era el hijo menor de Teodoro Comneno Ducas y María Petralifas. Como tal, fue bisnieto del emperador bizantino Alejo I Comneno y la emperatriz Irene Ducas, y primo hermano de los emperadores Isaac II Ángelo y Alejo III Ángelo, que comparten descendencia de Constantino Ángelo, el fundador del linaje Angelo. A diferencia de su padre y la mayoría de sus parientes, quienes evitaron el apellido de «Ángelo» debido a los desastrosos reinados de los emperadores Ángelo, y prefirieron usar los apellidos más prestigiosos de «Ducas» o «Comneno», Demetrio usó el nombre «Ángelo Ducas» (en griego: Ἀγγελοδούκας) en un manuscrito fechado el 25 de septiembre de 1244.

## Antecedentes
Su padre Teodoro gobernó el Estado sucesor bizantino de Epiro desde 1215, y después de la conquista del Reino latino de Tesalónica en 1224, había fundado el Imperio de Tesalónica, en rivalidad con el otro Estado sucesor bizantino importante, el Imperio de Nicea en el oeste de Asia Menor. Hacia 1230, parecía dispuesto a recuperar Constantinopla del Imperio latino y así restaurar el Imperio bizantino, pero en ese año fue derrotado y capturado en la batalla de Klokotnitsa por el zar Iván Asen II de Bulgaria, y fue cegado después de estar implicado en un complot contra el zar. A raíz de Klokotnitsa, el Imperio de Teodoro se desmoronó: en unos pocos meses, la mayor parte de Tracia, Macedonia y Albania cayó bajo el dominio búlgaro. El hermano de Teodoro, Manuel, que logró escapar de Klokotnitsa, ahora asumió el trono en Tesalónica y gobernó un dominio muy reducido como vasallo del gobernante búlgaro. Cuando su hermana Irene se casó con Iván Asen II en 1237, Teodoro fue liberado del cautiverio. Regresó a Tesalónica y derrocó a Manuel, pero como estaba ciego, instaló a su hijo mayor, Juan, como emperador. En 1244, sin embargo, el emperador de Nicea Juan III Ducas Vatatzés hizo campaña contra Tesalónica y obligó a Juan a reconocer su soberanía y renunciar a su título imperial, recibiendo en su lugar el título de déspota.

## Gobernante de Tesalónica
El propio Teodoro se retiró a Vodena, desde donde supervisó los asuntos de Estado. A la muerte de Juan en 1244, Demetrio sucedió a su hermano como gobernante de Tesalónica (en algún momento antes del 25 de septiembre de 1244). Una embajada fue a Nicea para anunciar la sucesión, como correspondía a los términos de vasallaje acordados en 1242, y Vatatzés confirmó la sucesión y otorgó el título de déspota a Demetrio.
Joven y disoluto, Demetrio inspiró poca lealtad entre las principales familias de Tesalónica, quienes comenzaron a conspirar en su contra y vieron una toma de poder por Nicea como una alternativa preferible, particularmente porque en ese momento Nicea había emergido claramente como la más poderosa y creíble de todos los Estados sucesores bizantinos.
La posición de Nicea mejoró todavía más en 1246, cuando Vatatzés volvió a hacer campaña en Europa. En una campaña de tres meses, arrebató gran parte de Tracia y la mayor parte de Macedonia de Bulgaria, que ahora se convirtió en su vasallo. En Mélnik, Vatatzés se reunió con un enviado de los conspiradores tesalonicenses, quien prometió derrocar a Demetrio y entregarle la ciudad, a cambio de una garantía de sus privilegios, condiciones que Vatatzés fácilmente despotricó. Vatatzés luego pidió a Demetrio que se presentara ante su persona y demostrara su lealtad y sumisión, pero este último se negó; Demetrio había comenzado a sospechar de algunos de los conspiradores, pero lograron disipar sus preocupaciones.
Cuando Vatatzés apareció ante la ciudad, Demetrio nuevamente se negó a salir y rendir homenaje a su soberano, pero pocos días después los partidarios de Nicea dentro de la ciudad abrieron una puerta y dejaron entrar a su ejército. Aterrorizado, Demetrio huyó a la ciudadela, pero fue persuadido por su hermana Irene, que se había presentado ante Vatatzés y había obtenido el indulto para su hermano. Tesalónica se incorporó al Estado de Nicea, con Andrónico Paleólogo como su gobernador. Demetrio fue enviado al exilio a la fortaleza de Lentiana en Bitinia, donde probablemente murió en una fecha desconocida. Su padre Teodoro, aislado y sin poder en su refugio en Vodena, aparentemente no se involucró en estos hechos.